# Międzychód
Międzychód (niem. Birnbaum) – miasto w woj. wielkopolskim, powiecie międzychodzkim, siedziba gminy miejsko-wiejskiej Międzychód i powiatu międzychodzkiego. W latach 1975–1998 miasto administracyjnie należało do woj. gorzowskiego. Położone nad Wartą w Kotlinie Gorzowskiej, wokół Jeziora Miejskiego. Po roku 1998 nastąpił powrót miasta w granice województwa wielkopolskiego.
30 czerwca 2013 roku miasto liczyło 10 847 mieszkańców.
Prywatne miasto szlacheckie lokowane w 1400 roku, położone było w XVI wieku w województwie poznańskim.

## Nazwa miasta
Przyjmuje się, że nazwa miasta wzięła swój początek z „chodzenia między brodami”, Międzybród – Międzychód. Tereny okalające miasto od północnej strony bywają zalewane przez rzekę Wartę, co miało ongiś skutek w sposobie poruszania się między poszczególnymi punktami. Na szczęście woda zwykła nie przekraczać kolana, dlatego mówi się o brodzeniu.
Od średniowiecza równolegle z polską używana była niemiecka nazwa miasta (Birnbaum). Oznacza ona gruszę, co znalazło swoje odzwierciedlenie w herbie miejskim.

## Historia

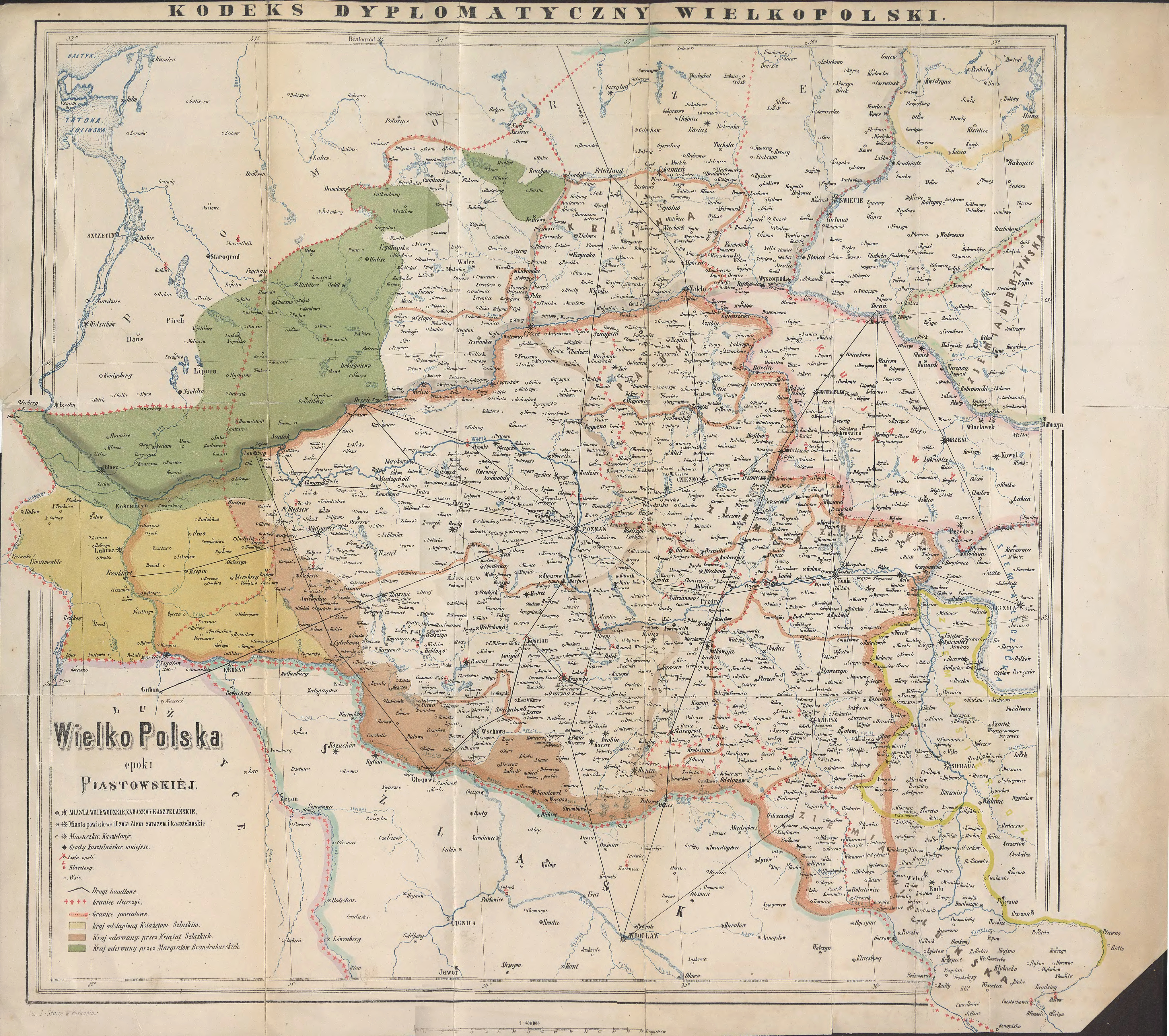
Międzychód na historycznej mapie Wielkopolski sporządzonej w 1888 roku według danych zaczerpniętych z Kodeksu dyplomatycznego.

Miejscowość pierwotnie związana była z Wielkopolską. Ma metrykę średniowieczną i istnieje co najmniej od XIV wieku. Wymieniona w dokumencie zapisanym po łacinie z 1378 jako „Medzichod” lub „Miezichod”, a później w 1383 „Myedzichot, Medzichost”, 1405 „Medzichoth”, 1419 „Myedzychoth, Myedzychod, Myedzichod, Medzychod”, 1420 „Medzychot”, 1442 „Mezichot”, 1462-65 „Myedzychott, Miedzichod, Myedzichott”. Nazwa niemiecka „Birnbaum” odnotowana została w 1251 wg. falsyfikatu z 1439, a w 1415 odnotowano nazwę „Birbom” (używaną później w okresie niemieckim jako Birnbaum). Miejscowość zasiedlona była jednak wcześniej. Archeolodzy znaleźli na wzniesieniu w okolicy miasta osadę o niepewnej chronologii, prawdopodobnie z X-XI wieku, a na jej miejscu ułamki naczyń glinianych. Na placu naprzeciw kościoła odnaleziono również cmentarzysko o nieustalonej chronologii, a w rzece Warcie czółno.
Międzychód, położony w granicach historycznej Wielkopolski, uzyskał prawa miejskie prawdopodobnie przed 1378 r. Miejscowość wielokrotnie wymieniają dokumenty zebrane w Kodeksie dyplomatycznym Wielkopolski. W 1378 w Międzychodzie Domarat z Pierzchna starosta Międzyrzecza oraz starosta generalny wielkopolski wystawia dokument odnotowujący miasto. W 1383 po śmierci króla Polski Ludwika Węgierskiego toczą się walki między stronnikami, a przeciwnikami Domarata, który dokonywał wypadów, m.in. z zamku Międzychód, o czym wspomina Kronika Janka z Czarnkowa. W 1400 Międzychód wymieniony został po łacinie jako miasto – „oppidum”. W 1449 leżał w powiecie poznańskim Korony Królestwa Polskiego. W 1404 był siedzibą parafii, a w 1510 podlegał dekanatowi we Wronkach. 
W XV wieku miasto stało się areną działań wojennych między Polską, a zakonem krzyżackim. W 1409 krzyżaccy wójtowie Nowej Marchii w piśmie do wielkiego mistrza odnotowali Międzychód jako jeden z celów w planowanej wyprawie z Landsbergu (obecnie Gorzów Wielkopolski). W 1431 informują o podjętej przez wójta wyprawie łupieżczej w okolice Międzychodu. W czasie wojny trzynastoletniej Międzychód wystawił w 1458 roku 4 pieszych na odsiecz oblężonej polskiej załogi Zamku w Malborku.
Miejscowość wspominały historyczne dokumenty prawne, własnościowe i podatkowe. W 1419 Stanisław i Wach mieszczanie z Międzychodu toczyli proces z Dobrogostem z Kolna o to, że pojmał ich na publicznej drodze i osadził w gąsiorze. W 1422 w mieście odbywa się przesłuchanie świadków w sprawie przebiegu granicy między Polską, a Nową Marchią. Jednym z nich jest siedemdziesięciolatek Maciej Wartina mieszczanin międzychodzki, który złożył swoje zeznanie. W 1462 odnotowany został most w mieście przynoszący jeden wiardunek dochodu rocznego. W latach 1470–1508 wójtostwo było w posiadaniu dziedziców Skórów z Gaju. W 1521 imiennie odnotowani zostali mieszczanie międzychodzcy: Jan Gadek, Marek, Jan Jarusz, kowal Błożejek, Światek, Maciej Darmowilk, Małgorzata Kuśniczka, Skowron, Chromy Paszek, kowalka Dorota Paluszka, Michał Mychdlo, szewc Walenty, Skrzypek, garncarz Marcin Wojnowski, Jan Jaruch, Piórkowa oraz rybacy łowiący na rzece Warcie: Skowron, Maraszek i Chudy. Studentów z Międzychodu odnotowano wśród uczniów Uniwersytetu Jagiellońskiego: w 1443 Jan syn Wojciecha, 1454 Piotr syn Jana, 1461 Maciej syn Adama, 1462 Mikołaj syn Szymona, 1513 Franciszek syn Macieja, 1551 Wawrzyniec syn Mikołaja.
W okresie Rzeczypospolitej Obojga Narodów miejscowość położona była w dawnym województwie poznańskim. Przed XVI wiekiem była własnością Andrzeja Nieszkowskiego, który w 1505 zbył ją na rzecz Tomasza Krzyżanowskiego. W połowie wieku XVI miasto należało do kasztelana międzyrzeckiego Stanisława Ostroroga oraz sędziego poznańskiego Mikołaja Skóry z Gaju. Na ich prośbę w 1556 król polski Zygmunt August pozwolił im pobierać mostowe na rzece Warcie. W 1563 i 1577 odnotowane zostało przedmieście Wielawieś (obecnie Wielowieś).
Miasto było ośrodkiem reformacji. Ostrorogowie w czasie panowania Zygmunta Augusta przystąpili do reformacji oddając kościół współwyznawcom. W 1591 roku Jan Ostroróg nawrócił się z powrotem na katolicyzm odbierając kościół protestantom i budując w miejsce drewnianej świątyni nową murowaną, wykonaną z cegły palonej.
W 1597 miasto wraz z okolicznymi majątkami wykupili Unrugowie wywodzący się z Dolnego Śląska, którzy byli ich właścicielami przez dwa wieki zasiedlając okolicę niemiecką, protestancką ludnością. W 1720 roku w mieście urodził się Jan Daniel Janocki (Jaenisch) bibliograf, bibliotekarz, prefekt Biblioteki Załuskich. Międzychód słynął w tym czasie z sukiennictwa, a 70% mieszkańców było związane z tym zawodem.
W wyniku II rozbioru Rzeczypospolitej w 1793, miasto przeszło w posiadanie Prus i jak cała Wielkopolska znalazło się w zaborze pruskim. Jako miasto opisał go XIX wieczny Słownik geograficzny Królestwa Polskiego. W 1811 znajdowało się w nim 262 domy z 1679 mieszkańcami, a w 1843 ich liczba wzrosła do 2637, w tym 1877 chrześcijan oraz 769 izraelitów. W 1815 utworzono powiat międzychodzki. W 1887 uzyskał połączenie kolejowe. W końcu XIX wieku planowano w mieście otwarcie konnej linii tramwajowej, jednak zamysłu tego nigdy nie wprowadzono w życie.
W czasie powstania wielkopolskiego w Międzychodzie przeważali mieszkańcy pochodzenia niemieckiego. Grenzschutz uprowadził z miejscowej stadniny 100 koni. W odpowiedzi na te wydarzenia miejscowi Polacy zorganizowali drużynę powstańczą, ale front walk leżał na zachód od miasta.
Dopiero na mocy traktatu wersalskiego Międzychód ponownie znalazł się w granicach Polski, stanowiąc w latach 1920–1939 najdalej wysunięte na zachód miasto II Rzeczypospolitej (granica z Rzeszą Niemiecką przebiegała ok. 4 km na zachód od miasta).

### II wojna światowa
W czasie II wojny światowej w latach 1939–1941 z miasta wysiedlono większość Polaków do Generalnego Gubernatorstwa, a w zamian sprowadzono Niemców w ramach akcji kolonizacyjnej Heim ins Reich. Oddziały alianckie zdobyły miasto 28 stycznia 1945 (1 Armia Pancerna i 8 Armia).

### Okres powojenny
Zimą 1945 roku stacjonował tu sztab 1 Frontu Białoruskiego. Miasto częściowo rozbudowuje się, chociaż daje się odczuć stagnację. Piękne krajobrazy przyciągają turystów i wędkarzy (kraina 100 jezior). 4 lipca 2017 Rada Miejska przemianowała ulice Gwardii Ludowej na św. Jana Pawła II (alternatywną propozycją była Kazimierza Myszkowskiego), Langowicza na Sportową i Kaczmarka na Wąską (alternatywnie proponowano Łucjana Konopińskiego).

## Dzielnice i przedmieścia

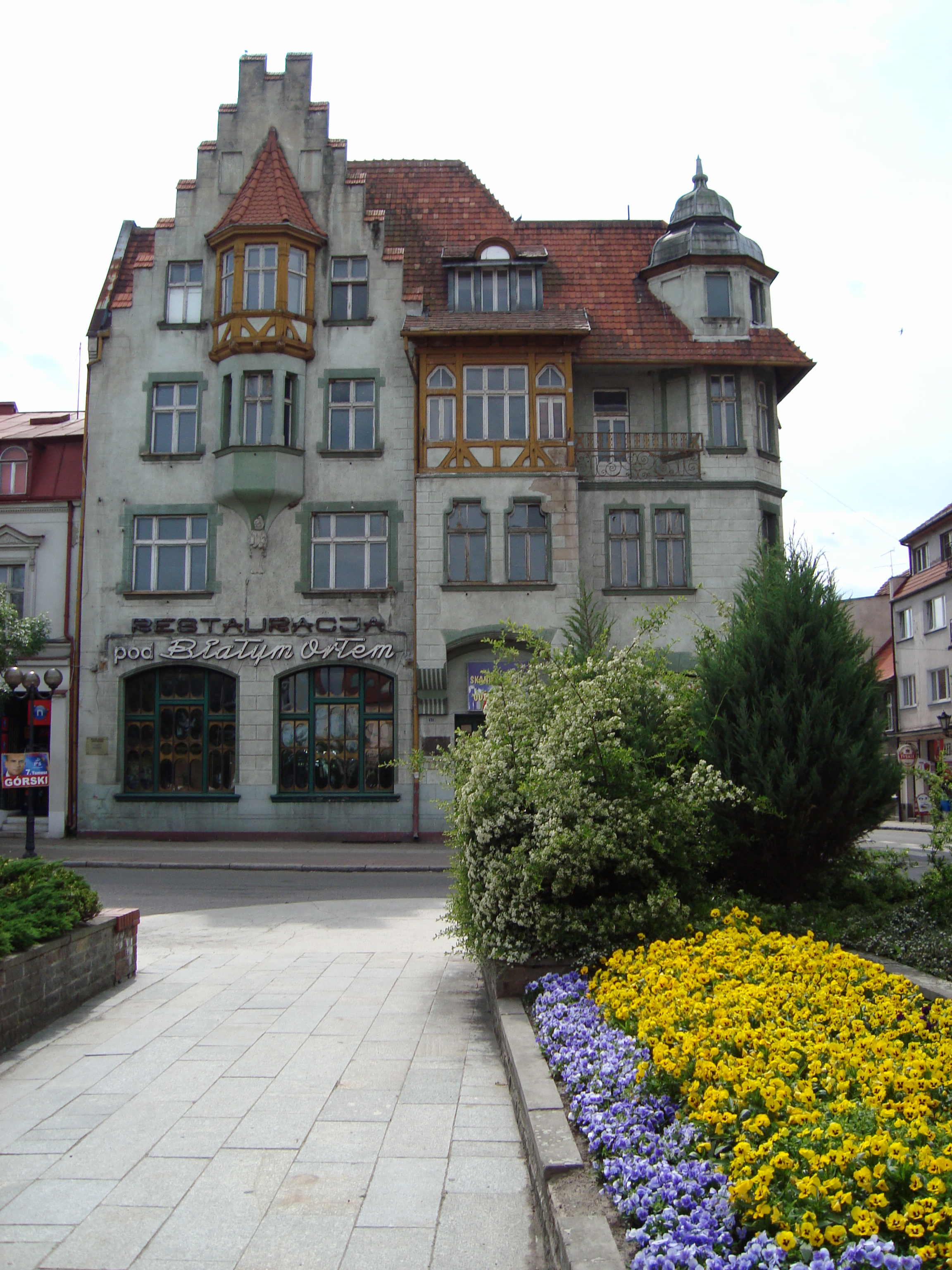
Hotel Pod Białym Orłem

Miasto jest jednolitą gminą o statusie miejskim, bez prawnego podziału jej terytorium na dzielnice i osiedla, czyli na jednostki pomocnicze gminy. Jednakże w mieście istnieje zwyczajowy podział poszczególnych jego części wynikający ze względu na położenie tych terenów oraz z pewnych uwarunkowań historycznych i urbanistycznych. Dzielnice nie stanowią oficjalnego podziału administracyjnego miasta. Są to nazwy zwyczajowe, które są powszechnie używane przez mieszkańców.
Dzielnice:
- Stare Miasto
- Nowe Miasto
- Port
- Lipowiec
- Letnisko
- Mała Wielowieś
- Bocianie Gniazdo
- Ostrawy
- Słodowy Młyn

Przedmieścia (i ich części) leżące poza granicami miasta, stanowiące integralną część organizmu miejskiego:
- Stare Bielsko
- Nowe Bielsko
- Osiedle Lubuskie (Bielsko) zwane Olminem lub Lotniskiem
- Dzięcielin
- Wielowieś
- Przedlesie
- Zielona Chojna (Bielsko)
- Gorzyń
- Muchocin
- Gorzycko Stare

## Demografia

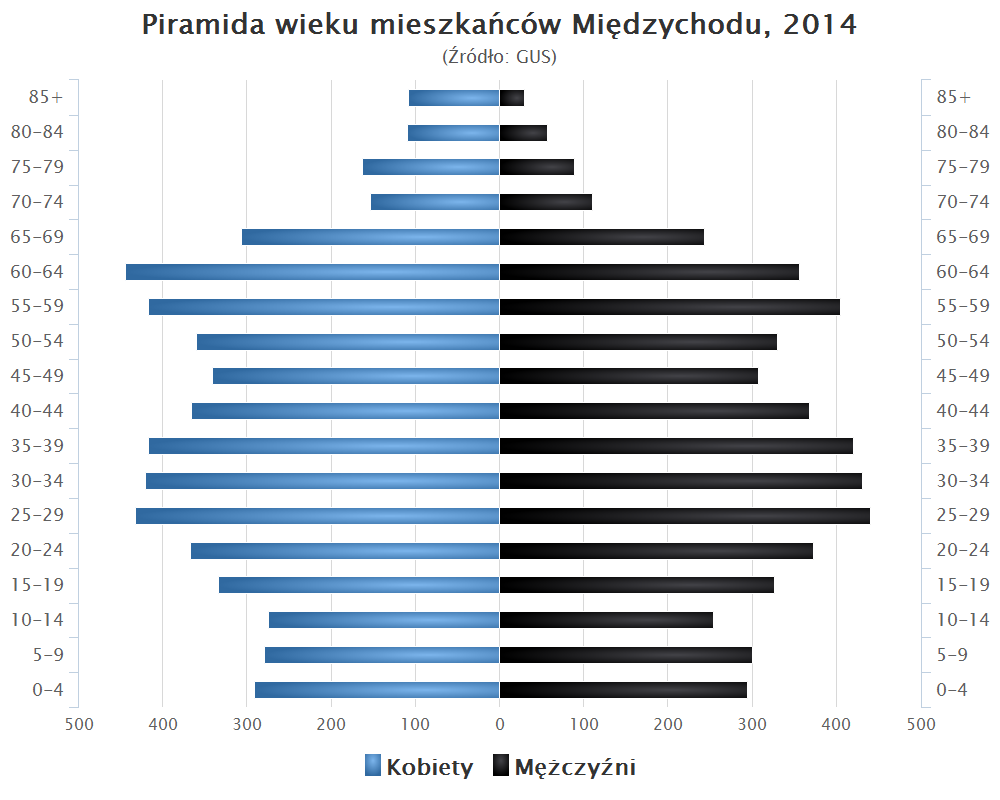
Piramida wieku mieszkańców Międzychodu w 2014 roku

## Zabytki

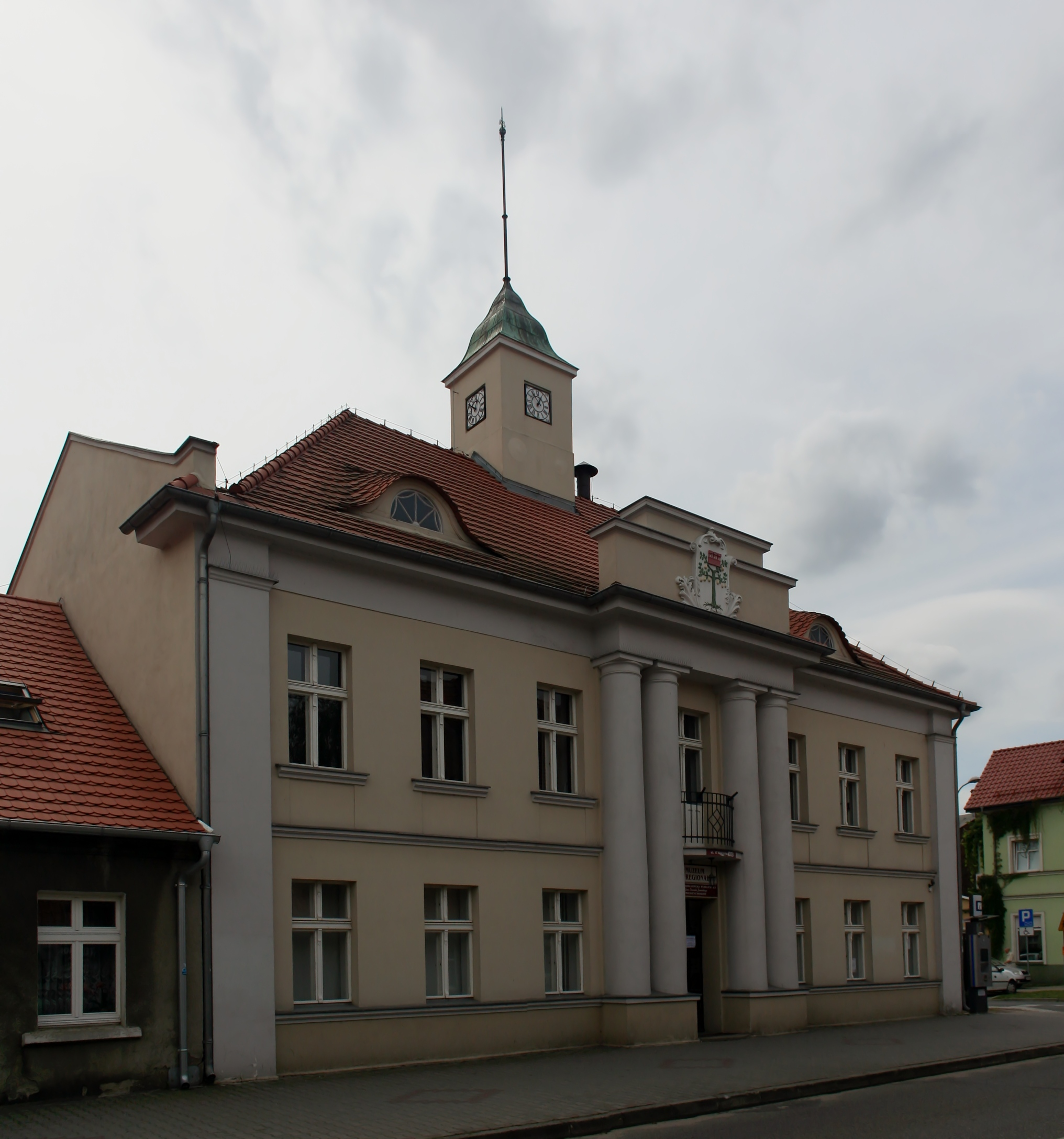
Muzeum Regionalne w Międzychodzie

- kościół pw. Męczeństwa św. Jana Chrzciciela z XVI w.; wzmiankowany po raz pierwszy w 1404, w latach 1555–1589 w rękach luteran. W 1591 z cegły palonej zbudowano nowy, istniejący do dzisiaj kościół (obecnie część między chórem a amboną), który w 1635 spłonął razem z miastem. Obecny transept i prezbiterium dobudowano do wcześniejszej budowli w latach 1902–1904. Wieża kościelna dwukrotnie była uszkadzana przez czynniki atmosferyczne – w 1672 ucierpiała na skutek huraganu, a w 1706 uderzył w nią piorun,
- kościół Niepokalanego Serca Maryi w Międzychodzie z 1840 roku, poewangelicki, obecnie należący do parafii rzymskokatolickiej,
- przykościelny cmentarz z barokowymi płytami nagrobkowymi z XVIII w. przy kościele pw. Niepokalanego Serca Maryi,
- płyta nagrobna Krzysztofa Unruha z XVII w. w kościele pw. Niepokalanego Serca Maryi,
- „Laufpompa” – głębinowa studnia artezyjska w centrum miasta ujęta w ozdobną żeliwną pompę z 1912,
- Muzeum Regionalne,
- wrzecionowaty układ przestrzenny starego miasta,
- domy „szczytowe” wzdłuż ulicy Rynkowej.

## Atrakcje przyrodnicze
- rezerwat przyrody Kolno Międzychodzkie (pow. 14 ha) – prastare dęby nad Jeziorem Koleńskim
- rezerwat przyrody Dolina Kamionki
- dąb na Placu Kościuszki – pomnik przyrody
- fragmenty Pszczewskiego Parku Krajobrazowego
- Królewska Góra (116 m n.p.m.), w pobliżu wsi Dormowo
- Puszcza Notecka, z najwyższym wzniesieniem Wielką Sową 93 m n.p.m. i najstarszym drzewem-dębem o obwodzie ok. 8 m.

## Gospodarka
W Międzychodzie i okolicach działa kilka znaczących firm. Jedną z najbardziej znanych jest zakład przetwórstwa owocowo-warzywnego, założony w 1904 roku i działający pod nazwą Pomona. W Międzychodzie produkowano keczup „Międzychód”. Po przejęciu fabryki przez Pudliszki wyrób ten przestał być produkowany. Od lutego 2012 roku zakład spożywczy wszedł w skład grupy kapitałowej POZ BRUK i ponownie zaczęto produkować tam przetwory z Międzychodu. Obecnie zatrudnia około 100 osób. Inne duże firmy to „MHM Paech” (zakład budowlany), „GRENEX” (produkcja maszyn rolniczych), „Schedpol” (produkcja styropianu), „MARBO” (produkcja odlewanych kształtek tapicerskich z miękkiego poliuretanu oraz produkcja metalowych szkieletów foteli samochodowych, kolejowych i biurowych) czy „DOSO”.
Wcześniej w mieście działały m.in. Przedsiębiorstwo Produkcji Sprzętu Budowlanego „Prokom” (narzędzia i urządzenia dla gospodarki komunalnej i budownictwa), „Transremo” (narzędzia i remonty samochodów) i oddział „Prefabetu” (prefabrykaty). 
W okolicach miasta silnie rozwinięte jest rolnictwo. Charakterystyczne dla gminy są rozległe pola uprawne ziemniaków i pomidorów.
Na pograniczu gmin Międzychód i Drezdenko znajduje się największa w Polsce kopalnia ropy naftowej i gazu ziemnego „Lubiatów”, która została oficjalnie otwarta w 2013 roku. Jej produkty handlowe to: ropa naftowa, gaz ziemny, propan-butan, siarka płynna, energia elektryczna.

## Sport
Najstarszymi polskimi klubami sportowymi w Międzychodzie są:
- piłkarski Miejski Ludowy Klub Sportowy Warta Międzychód, założony w 1924 roku i występujący obecnie w V lidze, gr. wielkopolskiej I[13];
- wioślarskie Międzychodzkie Towarzystwo Wioślarzy 1928, założone w 1928 roku i istniejące do II wojny światowej[14].

Obecnie na terenie miasta działają liczne kluby sportowe. Poza MLKS Warta Międzychód, są to m.in.: MMA DEVIL Fight Club (sporty walki), MKS Sokół MARBO Międzychód (koszykówka) występujący w ogólnopolskiej II lidze mężczyzn, UKS MIKST Międzychód (koszykówka), KTS Jeziorak (tenis stołowy), Wilki Międzychód.

## Oświata

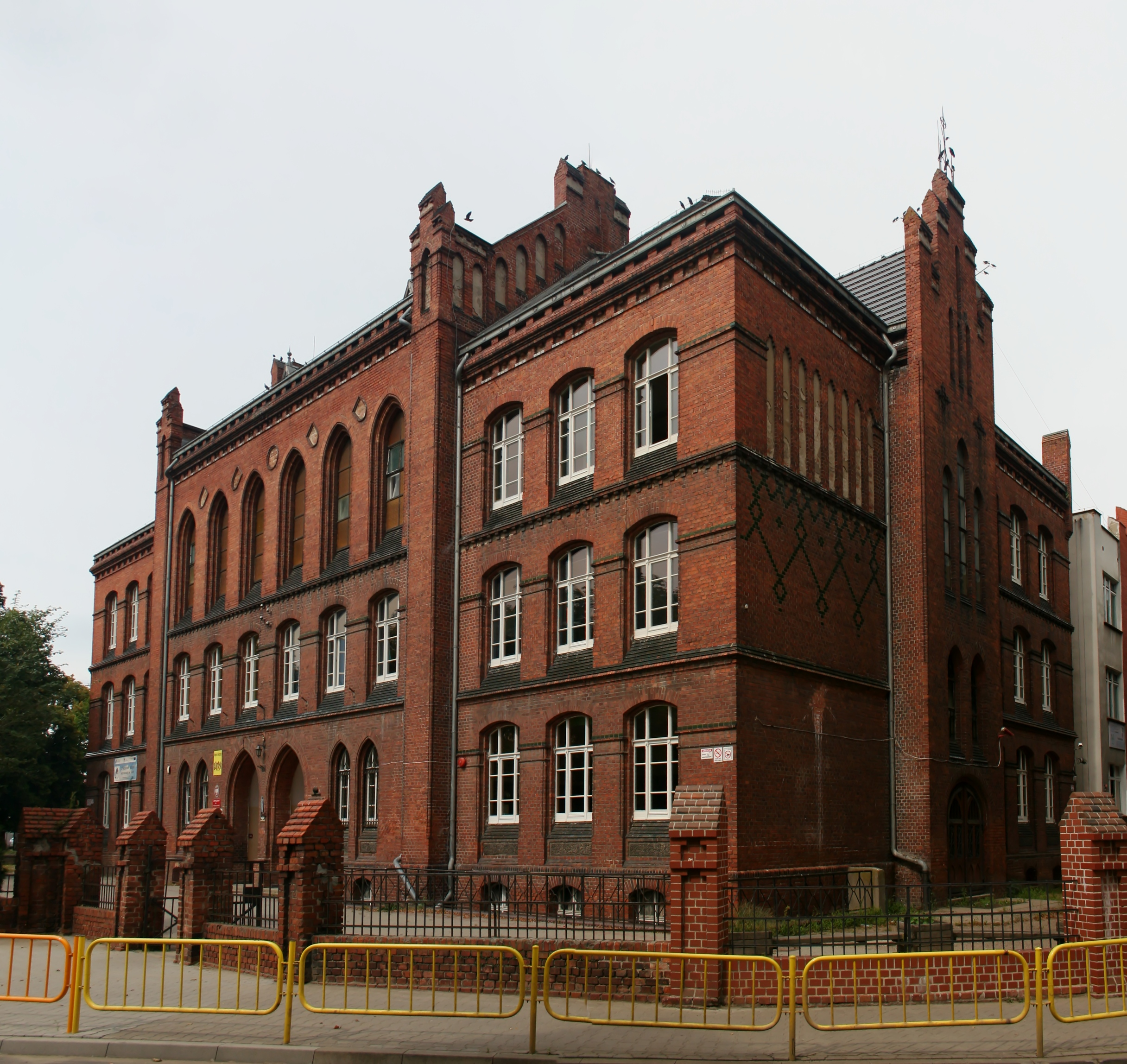
Gimnazjum Nr 1 przy ul. Iczka 3

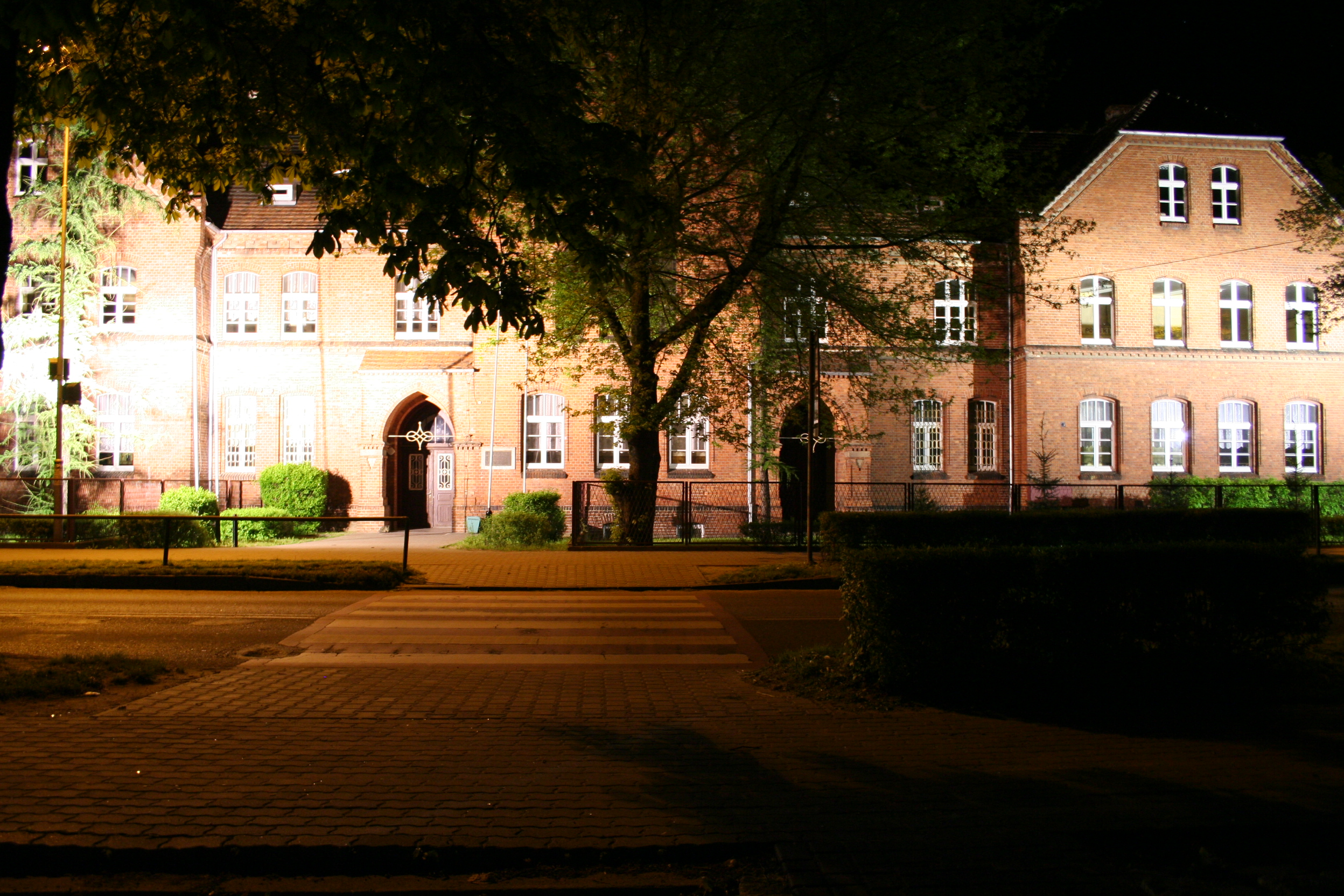
Liceum ogólnokształcące im. Jarosława Dąbrowskiego przy ul. gen. Sikorskiego 27

Miasto zapewnia nauczanie na 3 poziomach nauczania:
- Poziom podstawowy – 3 szkoły podstawowe[15]:
  - Szkoła Podstawowa Nr 1, ul. 17 Stycznia 92,
  - Szkoła Podstawowa Nr 2, ul. Gorzycka 1,
  - Specjalna Szkoła Podstawowa, ul. Św. Jana Pawła II 6b (przy Zespole Szkół nr 1).
- Poziom gimnazjalny – 2 gimnazja[16]:
  - Gimnazjum Nr 1, ul. Iczka 3,
  - Gimnazjum Nr 2, ul. Gorzycka 1.
- Szkoły średnie[17]:
  - Branżowa Szkoła I Stopnia w Zespole Szkół nr 2, ul. Bolesława Chrobrego 13.
  - 3 technika:
    - Zespół Szkół Nr 1, ul. Św. Jana Pawła II 6,
    - Zespół Szkół Nr 2, ul. Chrobrego 13,
    - Zespół Szkół Nr 3, ul. Dworcowa 24.

  - Liceum Ogólnokształcące im. Jarosława Dąbrowskiego, ul. Generała Sikorskiego 27.

Dla starszych osób w Międzychodzkim Domu Kultury odbywają się sesje Uniwersytetu Trzeciego Wieku.

## Transport

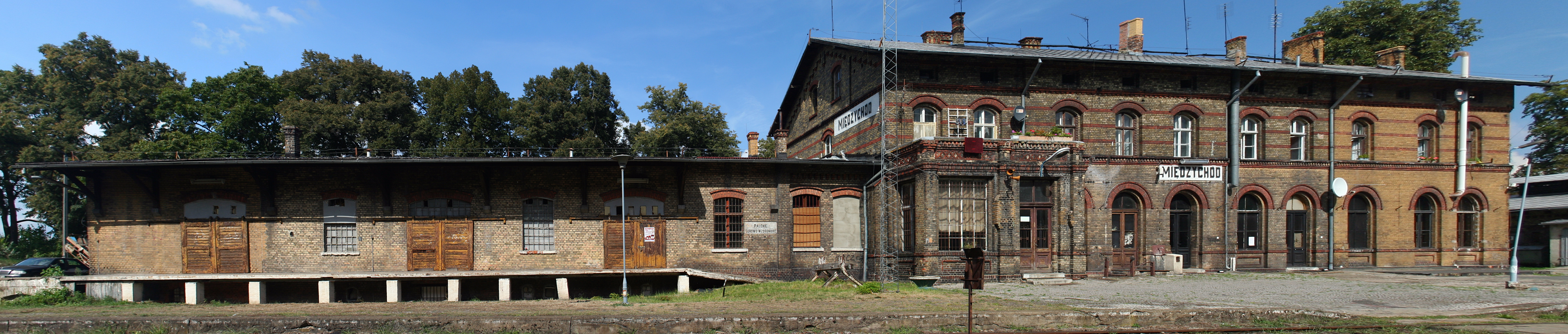
Zespół dworca kolejowego stacji Międzychód

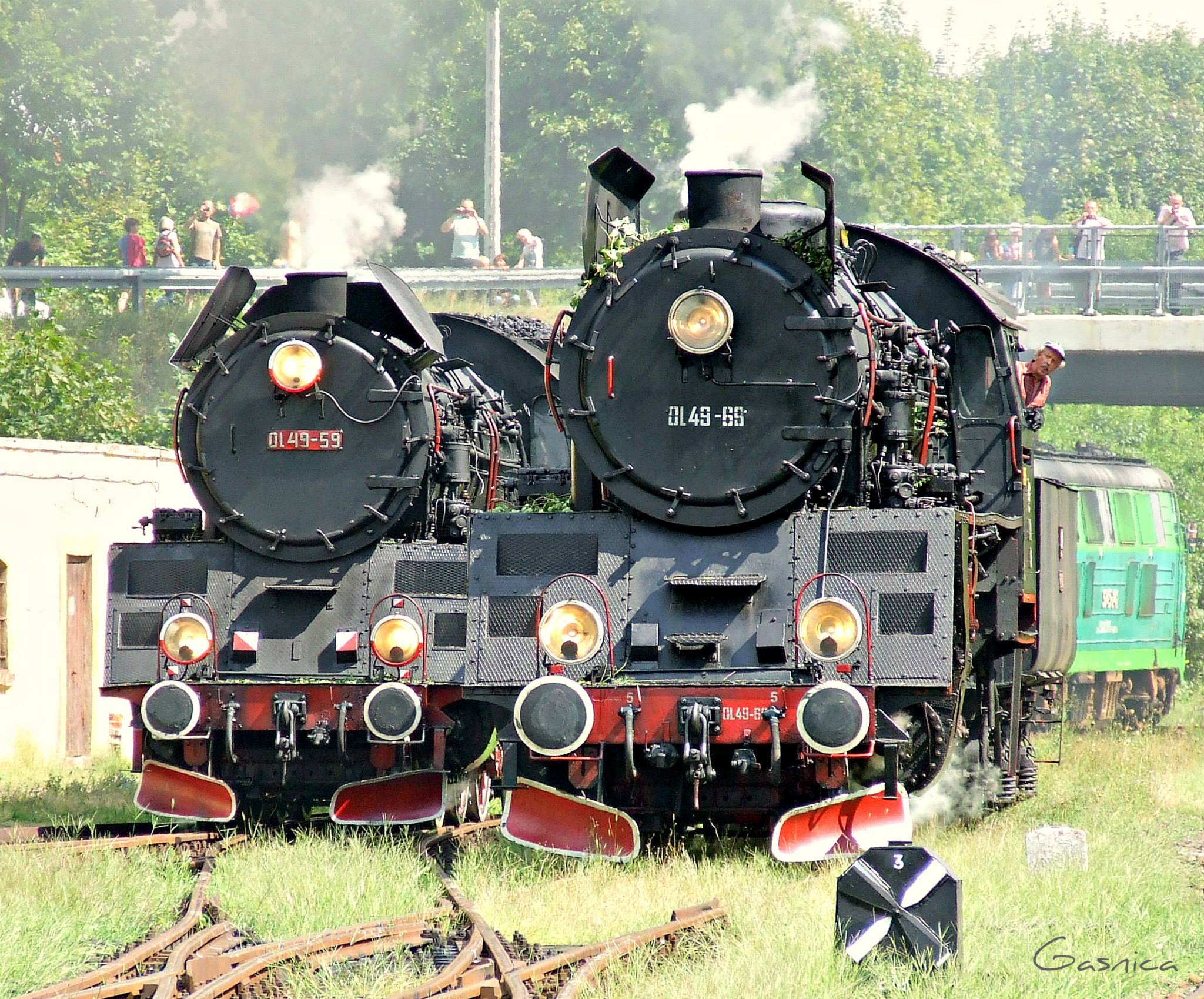
„Dwie siostrzyczki” z wolsztyńskiej parowozowni na paradzie lokomotyw w Międzychodzie

Przez Międzychód przebiegają drogi wojewódzkie 160 Miedzichowo – Suchań i 182 Międzychód – Ujście.
Międzychód był również węzłem kolejowym, a pierwszą linię otwarto już w 1887 roku. Przez stację przebiegają linie kolejowe 363 Rokietnica – Skwierzyna, 368 Szamotuły – Międzychód i dalej do Rzepina oraz 373 Międzychód – Lewiczynek (dalszy odcinek tej linii do Zbąszynia jest częściowo rozebrany). Pasażerski ruch kolejowy odbywa się tylko w sezonie letnim. Pociąg RYBAK łączy Sieraków i Międzychód z Poznaniem Głównym. W sierpniu na dworcu organizowana jest Parada Lokomotyw.
Główny przystanek komunikacji autobusowej PKS znajduje się na Placu Kościuszki, a miasto posiada połączenia m.in. z Poznaniem, Gorzowem Wlkp., Sulęcinem, Zieloną Górą, Szamotułami, Sierakowem, a w sezonie letnim również z Kołobrzegiem. W Bielsku znajduje się również zajezdnia autobusowa PKS.
W 2013 przy ul. Szpitalnej oddano do użytku sanitarne lądowisko Międzychód-Szpital.

## Wspólnoty wyznaniowe

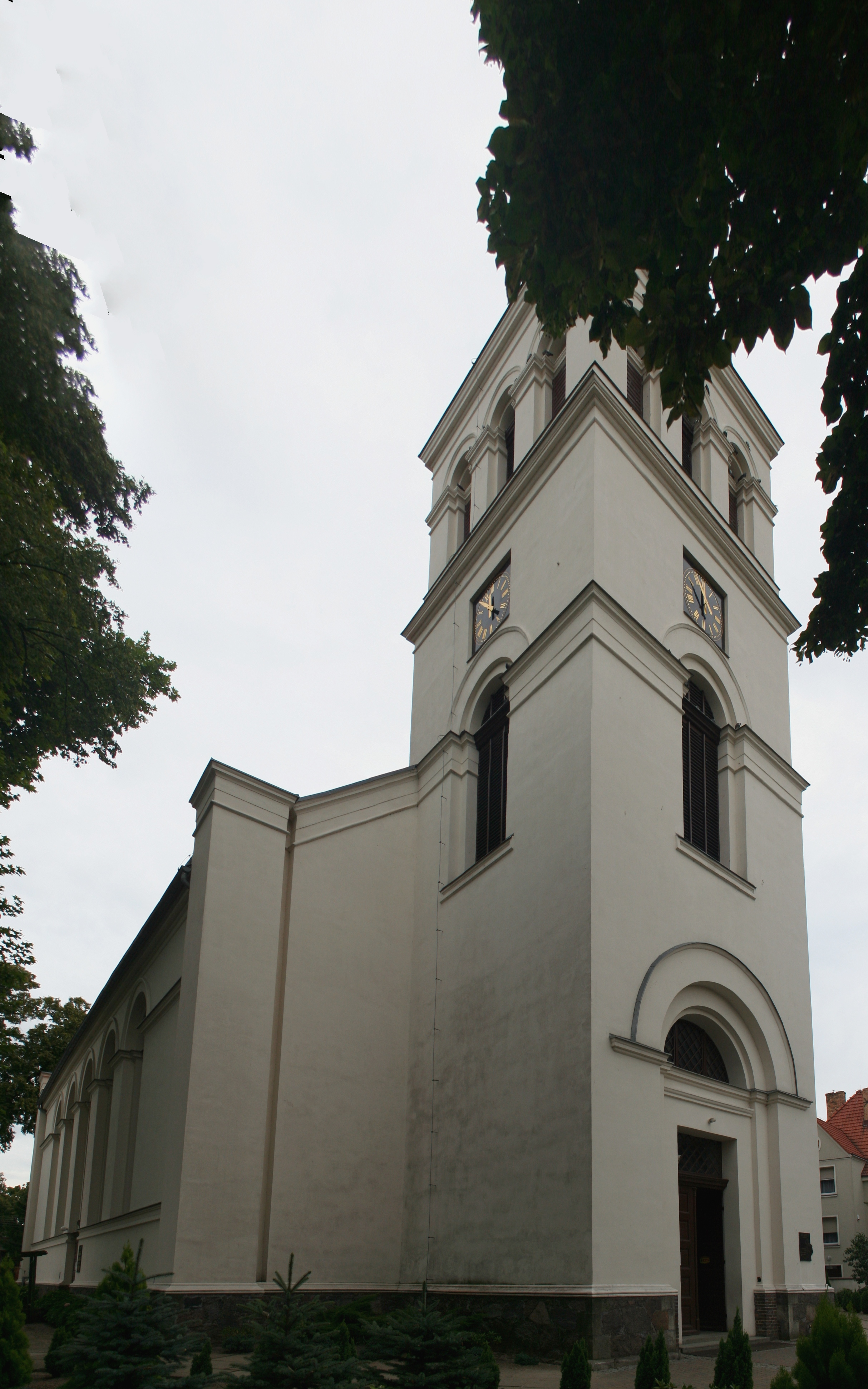
Kościół poewangelicki par. pw. Niepokalanego Serca Maryi

- Parafia Niepokalanego Serca Maryi w Międzychodzie
- Parafia Męczeństwa Świętego Jana Chrzciciela w Międzychodzie
- Świadkowie Jehowy (Sala Królestwa)[22].

## Współpraca
Miejscowości partnerskie (stan na 2023):
- Weinstadt
- Seelow
- Skwierzyna
- Szczytna
- Ostricourt